# 纵条银鳞蛛
纵条银鳞蛛（学名：Leucauge magnifica），又名大銀腹蛛、大銀鱗蛛、縱條銀鱗蛛，为肖峭科银鳞蛛属的动物。分布于日本、朝鲜、台湾岛以及中華人民共和國的吉林、湖北、湖南、山东、浙江、四川、安徽、西藏等地，一般生活于溪边阴湿环境。该物种的模式产地在日本。